# Peucezia
La Peucezia è il nome che, nel periodo antecedente alla conquista da parte dei Romani, veniva attribuito al territorio (corrispondente a grandi linee all'odierna città metropolitana di Bari) abitato appunto dai Peuceti, una delle tre tribù degli Iapigi (le altre due erano i Dauni e i Messapi).
I centri principali furono Thuriae, Genusia, Mateola, Butuntum, Rubi, Silvium, Celiae e Azetium. L'attuale capoluogo Barium fu relativamente poco importante. In seguito il territorio che costituisce la parte centro-settentrionale dell'attuale Puglia, ossia tutta la "Peucezia" e la "Daunia", venne chiamato con il termine Apulia.
(Strabone - Geografia VI, 3, 1 - traduzione di Nicola Biffi; si noti che per "Calabria" si intendeva la penisola salentina.)
In realtà furono i romani ad utilizzare maggiormente il toponimo Apulia, che si ritrova incluso anche nella Regio II Apulia et Calabria comprendente però, oltre all'odierno Salento (all'epoca denominato Calabria in quanto abitato dai Calabri e dai Sallentini), anche l'Irpinia.